# Château d'Ittenwiller
Le château d'Ittenwiller est un monument historique situé à Saint-Pierre, dans le département français du Bas-Rhin.

## Localisation
Ce bâtiment est situé à Ittenwiller, un lieu-dit dépendant de Saint-Pierre.

## Historique
C'était à l'origine un prieuré fortifié par les augustins sous le vocable de Sainte-Christine, qui fournissaient leurs vins à leur maître ecclésiastique, l'archevêque de Strasbourg, jusqu'à la Révolution. 
Au début des années 1790, il a été acheté par le musicien et compositeur, Ignace Joseph Pleyel. 
En 1798, le général Louis Jacques de Coehorn et ancêtre des propriétaires actuels, acquiert le domaine et, en connaisseur, perpétue les traditions viticoles. Son fils, Louis Eugène donne au château son aspect actuel.
En 1891, par mariage, le château rentre dans le patrimoine de la famille Grouvel, puis Andlau.
L'édifice fait l'objet d'une inscription au titre des monuments historiques depuis 1937.

## Description
Ses tours carrées pourvues de canonnières, ainsi que la tour qui flanque l'entrée sont postérieures à 1530.